# Dynamenella australis
Dynamenella australis là một loài chân đều trong họ Sphaeromatidae. Loài này được miêu tả khoa học năm bởi Rich..